# Pedra Dourada
Pedra Dourada är en kommun i Brasilien.   Den ligger i delstaten Minas Gerais, i den sydöstra delen av landet, 800 km sydost om huvudstaden Brasília. Antalet invånare är 2 187.
Omgivningarna runt Pedra Dourada är huvudsakligen savann. Runt Pedra Dourada är det ganska glesbefolkat, med 28 invånare per kvadratkilometer.